# Cephalosphaera petila
Cephalosphaera petila är en tvåvingeart som beskrevs av Skevington 1999. Cephalosphaera petila ingår i släktet Cephalosphaera och familjen ögonflugor. Inga underarter finns listade i Catalogue of Life.